# Национальная библиотека Беларуси
Национальная библиотека Беларуси (полное название — Государственное учреждение «Национальная библиотека Беларуси», бел. Дзяржаўная ўстанова «Нацыянальная бібліятэка Беларусі») — главная универсальная научная библиотека Беларуси. Генеральным директором библиотеки является Вадим Францевич Гигин.

## Здание
Здание представляет собой ромбокубооктаэдр (в просторечии называется «алмаз») высотой 73,7 м (23 этажа) и весом 115 000 тонн (не считая книг). Площадь застройки составляет 19,5 тыс. м²; общая площадь здания — 113,7 тыс. м², в том числе книгохранилища — 54,9 тыс. м²; строительный объём здания — 421,6 тыс. м³, в том числе фондохранилища — 200,6 тыс. м³. Новое здание оборудовано автоматизированной системой доставки литературы «Телелифт», состоящей из монорельсов и контейнеров грузоподъёмностью от 5 до 10 кг.
Подсветка здания представляет собой многоцветный экран (медиафасад) площадью 1985 м² на основе светодиодных кластеров, который включается ежедневно с заходом солнца и работает до полуночи. Рисунок и узоры на нём меняются.

### История
Национальная библиотека Беларуси (НББ) была основана постановлением Совета народных комиссаров БССР в 1922 году как Белорусская государственная и университетская библиотека Белорусского государственного университета (БГУ). На момент открытия фонды библиотеки насчитывали всего 60 тысяч экземпляров, которыми пользовались 1,1 тысячи человек. Первым собственным зданием библиотеки стал Юбилейный дом на Захарьевской улице (ныне — проспект Независимости). Постановлением СНК БССР от 14 мая 1926 году библиотека была выведена из состава БГУ и реорганизована в Белорусскую государственную библиотеку. В 1932 году библиотеке было присвоено имя В. И. Ленина. В тот же год библиотека получила новое здание архитектора Г. Лаврова в конструктивистском стиле.
На начало 1941 года в фонде библиотеки было более 2 миллионов томов, количество читателей составляло 15 тысяч человек. Дальнейшее её развитие было прервано Великой Отечественной войной. На момент освобождения Минска из двухмиллионного фонда библиотеки уцелело только 320 тысяч экземпляров.
19 мая 1992 году Государственная библиотека БССР имени В. И. Ленина была переименована в Национальную библиотеку Беларуси. К этому времени возникла необходимость строительства для библиотеки нового здания. Проект нового здания Государственной библиотеки БССР в форме ромбокубооктаэдра был разработан архитекторами М. К. Виноградовым и В. В. Крамаренко ещё в конце 1980-х годов и в 1989 году стал победителем на всесоюзном конкурсе. Однако воплотить его в жизнь удалось лишь спустя более чем 15 лет.
Строительство было начато 2 ноября 2002 года недалеко от жилого микрорайона Восток-1 и станции метро «Восток». В строительстве принимали участие около 5 тысяч специалистов. Приёмка первого пускового комплекса, включающего котельную с инженерными сетями, очистные сооружения, систему энергоснабжения, внешние инженерные сети, была проведена в октябре 2005 года. Были также проведены работы по благоустройству прилегающей территории (в 2016—2018 годах восточную часть устроенного парка снесли для строительства автостоянки соседнего торгового центра).
Второй пусковой комплекс, приёмка которого была завершена в конце декабря 2005 года, предполагает ввод в действие книгохранилища, читальных залов и служебных помещений, всех инженерных и информационных систем, а также социокультурного центра. В него входят многофункциональный конференц-зал, центр деловых встреч и переговоров, музыкально-художественный салон, музейный комплекс, художественная галерея.
Пуск третьей очереди предусматривал начало эксплуатации комплекса информационно-технологических систем, обеспечивающих работу персонала и обслуживание пользователей, центра международных встреч, включающего в себя офис президента, два конференц-зала и зала саммитов и примыкающих к ним помещений. Ввод в действие этих объектов, который был осуществлён 31 мая 2006 года, позволил открыть библиотеку для читателей.
В полном объёме комплекс информационно-технологических систем (четвёртый пусковой комплекс) начал функционировать в октябре 2006 года.
10 января 2006 года началось перемещение книжных фондов (из шести различных зданий) в новое здание библиотеки. В 11:00 к зданию подъехал грузовой автомобиль с первыми тремя тоннами литературы на различных языках и периодическими изданиями, загруженными в специальные контейнеры. Перемещение книжных фондов продолжалось несколько месяцев. В последнюю очередь были перевезены раритетные издания, в том числе старопечатные, размещённые на восьмом этаже библиотеки.
Новое здание Национальной библиотеки было торжественно открыто 16 июня 2006 года. В церемонии открытия принимал участие президент страны Александр Лукашенко (который и получил читательский билет № 1). Конкурс на поставку систем хранения данных и серверов выиграла компания «Хьюлетт-Паккард». По словам её представителей, на момент открытия библиотеки в СНГ решений такого уровня не было.
Национальная библиотека является научно-исследовательским центром по библиотечному делу. Среди наиболее крупных научных проектов международного уровня последних лет — грандиозный проект по факсимильному воспроизведению книжного наследия Ф. Скорины (21 том), приуроченный к 500-летию издания первой белорусской и восточнославянской книги.
Кроме того, библиотекой реализованы проекты по факсимильному воспроизведению уникальных рукописных памятников славянской письменности — Слуцкого Евангелия (XVI в.), Полоцкого Евангелия (кон. XII — нач. XIII в.), Туровского Евангелия (XI в.), а также «Брестской Библии» 1563 г. (самой большой книги в истории отечественной печати весом 15 кг) и первого «Букваря» 1618 г. др.

## Услуги
На 1 января 2023 года объем фонда библиотеки достиг 10,5 млн экземпляров и включает печатные издания, рукописи, микрокопии документов, электронные и другие материалы на более чем 80 языках, созданные как в Беларуси, так и в зарубежных странах.
Библиотека владеет самой большой в стране коллекцией рукописных книг — более 1 тыс. единиц на древнерусском, церковнославянском, польском, русском, латинском и других языках.
Сегодня к услугам читателей предоставлено 17 читальных залов, рассчитанных на 1,5 тыс. посадочных мест. Для пользователей с ограниченными физическими возможностями в библиотеке оборудована специальная санитарная комната, пандусы, лифт, механический подъемник (для посетителей с нарушениями опорно-двигательного аппарата). Рабочие места для слабовидящих и незрячих пользователей оснащены специальным оборудованием.
На 1 июня 2023 г. библиотека предоставляет доступ к 71 базе данных (19 отечественным, 43 — стран СНГ и Балтики, 9 — зарубежным) от 37 наиболее авторитетных и всемирно известных производителей и агрегаторов информационных ресурсов.
На сегодняшний день через интернет-портал библиотека осуществляет онлайн-услуги посредством специализированных виртуальных служб: «Электронная доставка документов», «Спроси библиотекаря», «Виртуальный центр правовой информации», «Открытая информация» и др.
Виртуальный читальный зал Национальной библиотеки обеспечивает удаленным пользователям доступ к полнотекстовым, реферативным, библиографическим и фактографическим базам данных.
Идет процесс создания электронной библиотеки, объем которой — почти 670 тыс. документов. Это самое большое собрание документов в электронном виде среди библиотек страны. Чтобы только пролистать данный массив со скоростью 1 страница в секунду, понадобится 75 суток. Для прослушивания музыкальной коллекции НББ, вошедшей в электронную библиотеку, понадобится 26 600 часов, или более 3 лет, если слушать 24 часа в сутки без перерыва.
Национальная библиотека сегодня — это не только крупнейший информационный, но и социокультурный, образовательный центр страны. Ежегодно в стенах библиотеки проводится более 200 социокультурных, образовательных, научных мероприятий.
К услугам посетителей библиотеки — четыре художественные галереи («Атриум», «Лабиринт», «Ракурс» и «Панорама»), экспозиции в которых постоянно меняются.
Наряду с художественными галереями неизменным интересом пользуется музей книги, в котором представлено более 300 уникальных книжных памятников — рукописных, старопечатных и редких изданий XV—XXI веков.
Ежегодно в библиотеке проходит около 30 художественных и более 150 книжных выставок.

## Статистика работы
В 2022 году НББ посетило 79 тыс. пользователей, которым было выдано 1,8 млн экземпляров книг и журналов (в среднем — 23 экземпляра одному пользователю). Количество виртуальных пользователей по итогам 2022 года составило свыше 126 тыс.

## Оценки
Национальная библиотека Беларуси была помещена на 11-е место в рейтинге фантастических архитектурных работ по версии американского издания Flavorwire в 2013 году. В 2011 году включена в российскую книгу «100 самых удивительных достижений современной архитектуры». Библиотека заняла 24-е место в списке 50 самых необычных сооружений мира по версии сайта Village of Joy, упоминается в берлинском издании «Лучшие библиотеки мира».

## Достижения
- 8 января 2014 года коллектив Национальной библиотеки Беларуси удостоен Специальной премии Президента Республики Беларусь деятелям культуры и искусства за значительный вклад в развитие библиотечного дела, реализацию комплекса мероприятий по сохранению и популяризации книжного наследия Беларуси[17].
- 4 января 2018 года коллектив Национальной библиотеки Беларуси удостоен Премии Президента Республики Беларусь «За духовное Возрождение» за работу по факсимильному воспроизведению и популяризации книжного наследия Франциска Скорины[18].
- За достижение в 2023 году наилучших показателей в сфере социально-экономического развития государственное учреждение «НАЦИОНАЛЬНАЯ БИБЛИОТЕКА БЕЛАРУСИ» признан победителем соревнования и занесен на Республиканскую доску Почёта[19].